# Diocèse du Lot
Cet article court présente un sujet plus développé dans : Diocèse de Cahors.
Le diocèse du Lot est un ancien diocèse de l'Église constitutionnelle en France. Créé par la constitution civile du clergé de 1790, il est supprimé à la suite du concordat de 1801. Il couvrait le département du Lot. Le siège épiscopal était Cahors.